# Gary Pipkin
Gary Pipkin ist ein amerikanischer Doo-Wop-Sänger in der Stimmlage Tenor, der unter seinem Pseudonym Gary Hart auch als Songwriter in Erscheinung trat.

## Leben
Gary Pipkin wuchs in Los Angeles auf. Dort wurde er 1961 von seinem Cousin Chester Pipkin zu einer Aufnahmesession der Doo-Wop-Gruppe The Untouchables eingeladen, wo er Rip Spencer bei Sixty Minute Man und Everybody’s Laughing vertrat. Als Chester Pipkin nach Auflösung der Untouchables aus seinem Bekanntenkreis The Electras als neue Band formierte, war Gary von Beginn an als zweiter Tenor dabei. Die Electras veröffentlichten ein Dutzend Singles meist auf den Labels ihres Produzenten John Marascalco, mit dem Gary Pipkin begann, Songs zu schreiben und andere Interpreten zu produzieren. Bei der BMI sind auf ihn 51 Songs als Autor oder Co-Autor registriert.
1962 ergab sich die Möglichkeit, als Nebenprodukt für Herb Alpert und Lou Adler die Single Puddin n’ Tain unter dem Bandnamen „The Alley-Cats“ aufzunehmen. Nach Auflösung der Electras formierten sich die Freunde 1968 als Soulband Africa neu. Die Band war bei Lou Adlers Ode Records unter Vertrag, wo das Album Music from L’il Brown erschien. Mit „L’il Brown“ ist dabei Garys braune Gartenhütte gemeint, in der geprobt wurde und teilweise die Aufnahmen entstanden. Seinen größten Erfolg als Songwriter verbuchte er 1964 in Großbritannien, als Brian Poole & the Tremeloes unter dem Titel Twelve Steps to Love die Marascalco-Carson-Hart-Kevin-Komposition Ten Steps to Love der Electras coverten und damit Platz 32 der Charts erreichten.